# Pan y rosas (película)
Pan y rosas o Lejos de casa (su título original en inglés es Bread and Roses) es una película de 2000 dirigida por Ken Loach y protagonizada por Adrien Brody, Pilar Padilla y Elpidia Carrillo.

## Antecedentes
El nombre de la cinta en inglés proviene del eslogan "Bread and Roses", que se origina en la huelga de 1912 en Lawrence, Massachusetts. Aunque la frase se encuentra originalmente en un poema de 1910 de James Oppenheim, (que a su vez se basó en un discurso pronunciado por Rose Schneiderman) se asocia con la citada huelga, que unió a miles de comunidades de inmigrantes y fue llevada a cabo en gran medida por mujeres bajo el liderazgo del Industrial Workers of the World.

## Sinopsis
La historia cuenta la explotación de las personas encargadas de la limpieza en un edificio de Los Ángeles y su lucha por mejorar las condiciones laborales, así como hacer uso del derecho a sindicarse. Se basa en la campaña Justice for Janitors del Service Employees International Union (SEIU).
La película es crítica con las desigualdades en Estados Unidos, . En particular, se pone de manifiesto en particular la falta de seguridad social sanitaria de algunos trabajadores y también se afirma en la película que el salario de los limpiadores y otros trabajos mal pagados ha disminuido en los últimos años. 
Maya, una inmigrante ilegal recién llegada a Los Ángeles, está ansiosa por construir una nueva vida lejos de la anterior, donde trabajó brevemente en un bar. Desea trabajar en un edificio de gran altura como conserje junto a su hermana Rosa. Una vez empleada, Maya descubre la marcada disparidad en los salarios y las condiciones de trabajo a las que se enfrentan a diario los conserjes, muchos de ellos inmigrantes.
Poco después de comenzar su trabajo, Maya se encuentra con Sam, un organizador sindical de conserjes. La misión de Sam es inscribir a los trabajadores del edificio en el sindicato, con la esperanza de abordar sus quejas. Maya es receptiva a la causa de Sam, viendo una oportunidad para mejores salarios y condiciones. Sin embargo, su hermana Rosa se muestra escéptica, temerosa de perder sus trabajos en medio de la presión por la sindicalización. Organizan una protesta en una fiesta de inauguración de la casa de una importante agencia de Hollywood ubicada en el mismo edificio que limpian. La difícil situación de los conserjes se convierte en un punto de discordia dentro del edificio y llama la atención sobre la explotación a la que se enfrentan muchos de ellos.

## Reparto
- Pilar Padilla como Maya.
- Adrien Brody como Sam Shapiro.
- Elpidia Carrillo como Rosa.
- Jack McGee como Bert.
- Monica Rivas como Simona.
- Frank Davila como Luis.
- Lillian Hurst como Anna.
- Mayron Payes como Ben.
- Maria Orellana como Berta.
- Melody Garrett como Cynthia.
- Gigi Jackman como Dolores.
- Beverly Reynolds como Ella.
- Eloy Mendez como Juan.
- Elena Antonenko como Maria.
- Olga Gorelik como Olga.
- George López como Perez.

## Premios y nominaciones
La cinta fue candidata a la Palma de Oro en el Festival de Cannes de 2000 y recibió el Premio del Jurado en el Festival Internacional de Cine de Temecula Valley del mismo año.
En 2001 fue igualmente candidata a los premios Artios de la Casting Society of America, y en los Premios del Cine Independiente Británico a la mejor película británica independiente, mejor director y mejor guion, y ganó el premio Phoenix en el Festival Internacional de Cine de Santa Bárbara.